# تمرد شيمبارا
تمرد شيمبارا يُعرف أيضًا باسم تمرد شيمبارا-أماكوسا أو شيمبارا-أماكوسا إشيكي، وهو انتفاضة حدثت في دومين شيمبارا في شوغونية توكوغاوا في اليابان منذ 17 ديسمبر 1637 وحتى 15 أبريل 1638.
فرض الداي-ميو ماتسوكورا كاتسوي من دومين شيمبارا سياسات لم تحظ بتأييد شعبي وضعها والده ماتسوكورا سيغماسا، والتي رفعت الضرائب إلى حد كبير لبناء قلعة شيمبارا الجديدة وحظرت المسيحية بشدة. في ديسمبر 1637 تمرد تحالفٌ من الرونين المحليين وخاصة القرويين الكاثوليك بقيادة أماكوسا شيرو ضد شوغونية توكوغاوا بسبب الاستياء من سياسات كاتسوي. أرسلت شوغونية توكوغاوا قوة تزيد عن 125 ألف جندي تدعمها القوات الهولندية لقمع المتمردين وهزمهم بعد حصار طويل ضد معقلهم في قلعة هارا في ميناميشيمبارا.
بعد القمع الناجح للتمرد، أعدم شيرو ما يقدر بنحو 37,000 من المتمردين والمتعاطفين بقطع الرأس، وطرد التجار البرتغاليين المشتبه في مساعدتهم للمتمردين من اليابان. قطِع رأس كاتسوي لفساده، ليصبح الداي-ميو الوحيد الذي أعدِم خلال فترة إيدو، ومنِحت دومين شيمبارا إلى كوريكي تادافوسا. شددت سياسات اليابان من العزلة الوطنية واضطهاد المسيحية حتى باكوماتسو في خمسينيات القرن التاسع عشر.
كان تمرد شيمبارا أكبر حرب أهلية في اليابان خلال فترة إيدو، وكان واحدًا من عدد قليل من حالات الاضطرابات الخطيرة خلال فترة سلمية نسبيًا من حكم شوغونية توكوغاوا.

## القيادة والاندلاع
في منتصف ثلاثينيات القرن السابع عشر، ثار فلاحو شبه جزيرتي شيمبارا وأماكوسا، المستائين من زيادة الضرائب والذين عانوا من آثار المجاعة، ضد أسيادهم. كان هذا على وجه التحديد في الأراضي التي يحكمها سيدان هما: ماتسوكورا كاتسوي من دومين شيمبارا و تيراساوا كاتاتكا من دومين كاراتسو. من بين المتضررين أيضًا الصيادين، والحرفيين، والتجار. مع امتداد التمرد، انضم إليه الرونين (ساموراي بلا أسياد) الذين خدموا العائلات ذات مرة، مثل أماكوسا وشيكي، اللذين عاشا ذات مرة في المنطقة، بالإضافة إلى قبيلة أريما السابقة وخدم كونيشي. على هذا النحو، فإن صورة انتفاضة «الفلاحين» ليست دقيقة تمامًا.
كانت شيمبارا ذات يوم ملكًا لقبيلة أريما، التي كانت مسيحية؛ ونتيجة لهذا فإن العديد من السكان المحليين كانوا مسيحيين أيضًا. رحلت أريما عام 1614 وجاء مكانها ماتسوكورا. أمل اللورد الجديد، ماتسوكورا سيغماسا، في إحراز تقدم في التسلسل الهرمي للشوغونية، لذا شارك في مشاريع بناء مختلفة، بما في ذلك بناء وتوسيع قلعة إيدو، فضلًا عن الغزو المخطط لوزون في جزر الهند الشرقية الإسبانية (التي أصبحت اليوم جزءًا من الفلبين). بنى أيضًا قلعة جديدة في شيمبارا. ونتيجة لذلك، وضع عبئًا ضريبيًا غير مناسب على الناس في دومينه الجديد، وما أغضبهم أكثر اضطهاده المسيحية بشكل صارم. واستمرت السياسات من قبل وريثه السيغماسي كاتسوي.
عانى سكان جزر أماكوسا التي كانت جزءًا من إقطاعية كونيشي يوكيناجا، من نفس النوع من الاضطهاد على أيدي عائلة تيراساوا، والتي نُقلت إلى هناك مثل ماتسوكورا. ومن بين الساموراي بلا أسياد الآخرين الخدم السابقون لكاتي تاداهيرو وساسا ناريماسا، وكلاهما حكم أجزاء من مقاطعة هيغو.

## التمرد

### البداية
بدأ الرونين الساخطون في المنطقة، بالإضافة إلى القرويين، في الاجتماع سرًا والتخطيط للانتفاضة التي اندلعت في 17 ديسمبر 1637، عندما اغتيل المسؤول الضريبي المحلي هياشي هيوزيمون. في الوقت نفسه، تمرد آخرون في جزر أماكوسا. وسرعان ما زاد المتمردون من صفوفهم بإرغام كل المناطق التي أخذوها على الانضمام إلى الانتفاضة. سرعان ما برز شاب مؤثر يبلغ من العمر 16 عامًا، وهو أماكوسا شيرو، بصفته زعيمًا للتمرد.
فرض المتمردون حصارًا على قلعتي توميوكا وهوندو من قبيلة تيراساوا، ولكن قبل أن تسقط القلاع مباشرةً، وصلت جيوش من المناطق المجاورة في كيوشو، ما أجبرهم على التراجع. ثم عبر المتمردون بحر أرياكي وحاصروا قلعة شيمبارا لماتسوكورا كاتسوي لفترة وجيزة، ولكن جرى التصدي لهم مرة أخرى. في هذه المرحلة اجتمعوا في موقع قلعة هارا، التي كانت القلعة الأصلية لعشيرة أريما قبل رحيلهم إلى دومين نوبوكا، ولكنها فُككت منذ ذلك الحين. بنوا الأسوار باستخدام خشب القوارب التي عبروا بها الماء، وساعدهم بشكل كبير في تحضيراتهم الأسلحة، والذخيرة، والأدوات التي نهبوها من مخازن قبيلة ماتسوكورا.

### حصار في قلعة هارا
بدأت الجيوش المتحالفة في الدومينات المحلية، تحت قيادة توكوغاوا سوغوناتي مع إتاكورا سيغماسا كقائدين عامين، ثم حاصروا قلعة هارا. كان المبارز مياموتو موساشي حاضرًا في جيش الحصار، في دور استشاري لهوسوكاوا تاداتوسي. الحادثة التي رُمي فيها موساشي عن حصانه بواسطة حجر ألقاه أحد القرويين هي واحدة من السجلات القليلة التي يمكن التحقق من مشاركته في الحملة من خلالها.

ثم طلبت القوات الشوغونية المساعدة من الهولنديين، الذين أعطوهم البارود أولًا، ثم المدافع. قدم نيكولاس كوكيباكر، الرئيس الأعلى للمصنع الهولندي في هيرادو، البارود والمدافع، وعندما طلبت القوات الشوغونية إرسال سفينة، رافق شخصيًا السفينة دي ريب إلى موقع بعيد عن الشاطئ بالقرب من قلعة هارا. رُكِبت المدافع التي أرِسلت سابقًا في بطارية مدفعية، وبدأ القصف الشامل للقلعة، سواء من مدافع الشاطئ أو من المدافع العشرين في سفينة دي ريب. وأطلقت هذه الأسلحة نحو 426 طلقة في غضون 15 يومًا (على الأقل مرة في الساعة في المتوسط)، دون أن تسفر عن نتيجة كبيرة، وأطلق المتمردون النار على نقطتي مراقبة هولنديتين. انسحبت السفينة بناءً على طلب اليابانيين، أعقب ذلك رسائل ازدراء أرسلها المتمردون إلى قوات الحصار:
ألم يعد هناك جنود شجعان في المملكة لقتالنا، ألم يخجلوا من استدعاء الأجانب ضد وحدتنا الصغيرة؟

### الهجوم النهائي والسقوط
في محاولة للاستيلاء على القلعة، قُتِل إتاكورا سيغماسا. سرعان ما وصلت المزيد من القوات الشوغونية بقيادة ماتسودايرا نوبوتسونا، بديل إتاكورا. بيد أن المتمردين في قلعة هارا قاوموا الحصار لعدة أشهر وتسببوا في خسائر فادحة. واجه كلا الجانبين صعوبة في القتال في ظروف الشتاء. في 3 فبراير 1638 قُتل 2000 محارب في غارة للمتمردين في دومين هيزن. لكن على الرغم من هذا الانتصار الثانوي، نفد الطعام والذخيرة وغير ذلك من المؤن ببطء من المتمردين.
في 4 أبريل 1638 شن أكثر من 27,000 من المتمردين، الذين واجهوا نحو 125,000 جندي شوغوني، هجومًا يائسًا، ولكنهم سرعان ما أجبروا على الانسحاب. كشف الناجون الذين جرى أسرهم والخائن الوحيد، يامادا إيموساكو، ما يشاع في القلعة عن أن الحصن كان خاليًا من الطعام والبارود.
في 12 أبريل 1638 اقتحمت القوات القلعة بقيادة قبيلة كورودا من هيزن، واستولت على الدفاعات الخارجية. استمر المتمردون في الصمود وتسببوا في خسائر فادحة حتى هزيمتهم بعد ثلاثة أيام، في 15 أبريل 1638.